# حركة اليقظة المواطنة
حركة اليقظة المواطنة هي هيئة وطنية مغربية مدنية مستقلة، تعنى بتتبع كل القضايا السياسية المرتبطة بالديمقراطية والشأن العام في المملكة المغربية، كما تتبنى «الإسهام في النقاشات الوطنية المرتبطة بالسياسات العمومية ومسارات التأهيل المؤسساتي وبتقييم آليات الحكامة ودولة القانون». تأسست حركة اليقظة المواطنة يوم 27 يونيو 2011 بالرباط على يد مجموعة من الناشطين في المجتمع المدني المغربي والمعنيين بمجال الحقوق السياسية للمواطنين وآليات الانتقال الديمقراطي للمملكة.
تنشط الحركة في تتبع كل القضايا السياسية المرتبطة بتطبيقات الديمقراطية والإسهام في النقاش العمومي المرتبط بالسياسات العمومية وبمسارات التأهيل المؤسساتي، وتقييم مسارات النظام الترابي المرتبط بالجهوية المغربية.

## هوامش ومصادر
1. 1 2 3 4  هيسبرس > مجتمع مدني > نُشطاء يعلنون تأسيس "حركة اليقظة المواطنة" من الرّباط نسخة محفوظة 17 يوليو 2014 على موقع واي باك مشين.